# Bleichstraße 8 (Mönchengladbach)

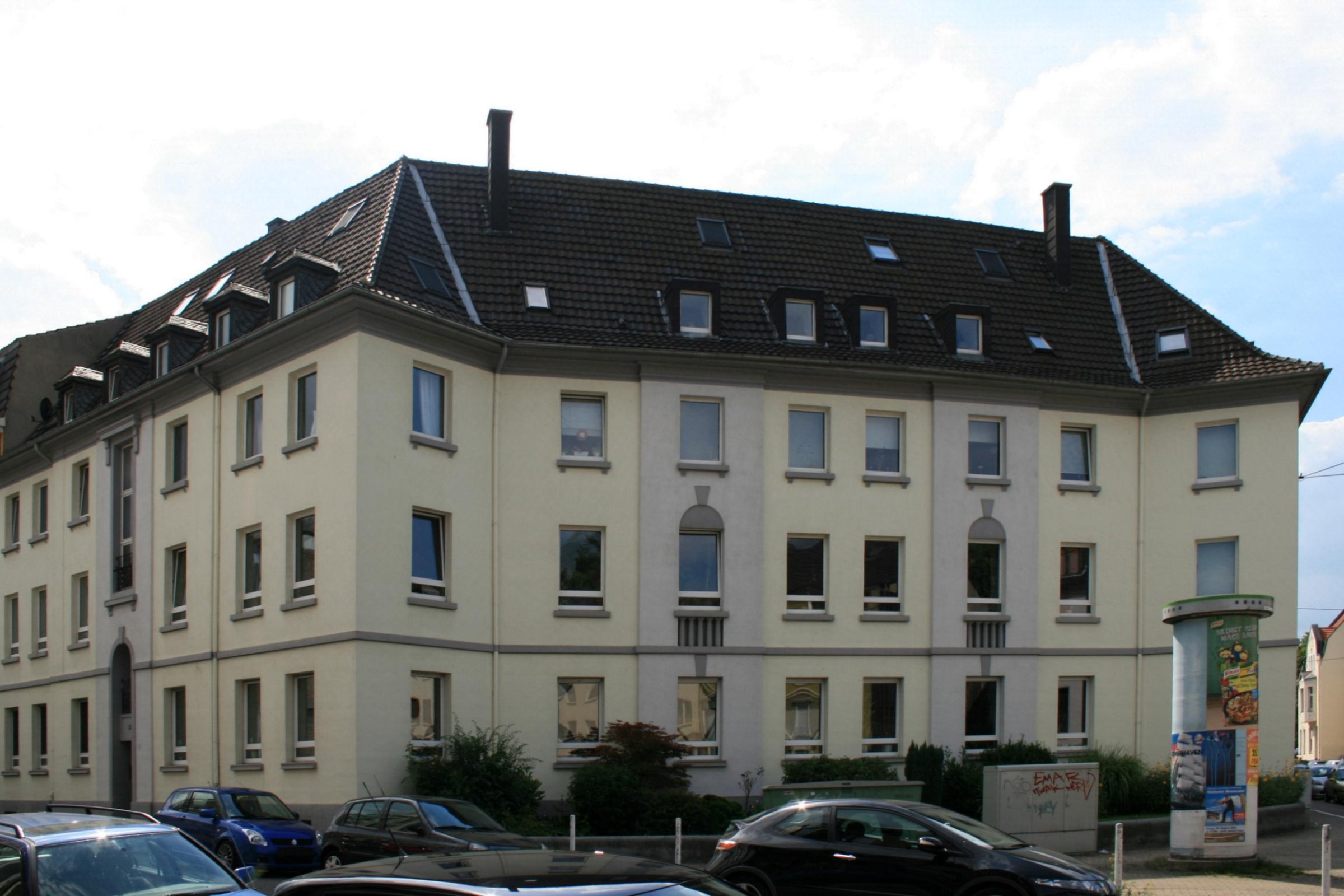
Wohnhäuser Bleichstraße 8 (links) und Lüpertzender Straße 18 (rechts), 2010

Das Wohnhaus Bleichstraße 8 steht in Mönchengladbach (Nordrhein-Westfalen).
Das Haus wurde 1924 erbaut. Es ist unter Nr. B 164 am 30. Oktober 2001 in die Denkmalliste der Stadt Mönchengladbach eingetragen worden.

## Architektur
Am Fuße des historischen Stadtkerns (Abteiberg) in Nähe des Geroweihers steht das dreigeschossige Wohnhaus unter einem Satteldach in markanter Straßenecklage. Der Außenputz ist im Erdgeschoss vereinfachend unter Wegfall horizontaler Putzstreifen umgestaltet worden. Die Fenster wurden unpassend in Kunststoff, im Erd- und ersten Obergeschoss mit Unterlichtern, erneuert. Die Fensteröffnungen sind durch Putzrahmungen gefasst, die Treppenhausfenster durch umlaufende Putzrahmungen mit Fenstergittern betont.
Im Innern ist das Objekt komplett original erhalten. Neben den Treppenhäusern mit hexagonalen roten Fußbodenfliesen, Terrazzostufen und den Treppenläufen mit gedrechselten Holzgeländern und geschnitzten Antrittpfosten sind sämtliche Wohnungsabschlusstüren und Wohnungsinnentüren original erhalten. Ebenfalls unverändert erhalten sind die Grundrissdispositionen der Wohnungen. In Wohn- und Schlafzimmern sind die Decken durch schmale, aber hohe, sich in den Raumecken rechtwinklig durchdringende Unterzüge bzw. durch Unterzüge, die die historische Form der rheinischen Lehmbalkendecke („Kölner Decke“) zitieren, geprägt.
Das Haus bildet eine optische Einheit mit dem ebenfalls denkmalgeschützten Nachbarhaus Lüpertzender Straße 16/18.